# 1171 Rusthawelia
1171 Rusthawelia este un asteroid din centura principală, descoperit pe 3 octombrie 1930, de Sylvain Arend.